# Paulo Jacinto
Paulo Jacinto este un oraș în statul Alagoas (AL) din Brazilia.